# Violon à pavillon
Pour les articles homonymes, voir Stroh (homonymie).
Le violon à pavillon, vioară cu goarnă en roumain, également dénommé higheghe, violon de Stroh ou Stroviols, est un instrument à cordes frottées rare que l'on trouve surtout en Transylvanie, typique de la région de Bihor.
On l'appelle également « violon à cornet », « violon à entonnoir », « hidede cu tolcer », ou « violon Stroh » (parfois abrégé en stroviol ou strohviol), du nom de l'inventeur allemand Augustus Stroh (1828-1914). On trouve aussi les appellations « violophone » ou « violon-jazz ».
Un doute paraît persister quant à la paternité de l'instrument folklorique roumain car, d'après certaines sources[Lesquelles ?], l'instrument local existait avant l'invention de Stroh[réf. nécessaire].
Selon une tradition locale[Laquelle ?] (non confirmée) l'instrument aurait été suggéré aux musiciens du Bihor par le gramophone utilisé par Béla Bartók pour enregistrer leurs chants[réf. nécessaire].

## Facture

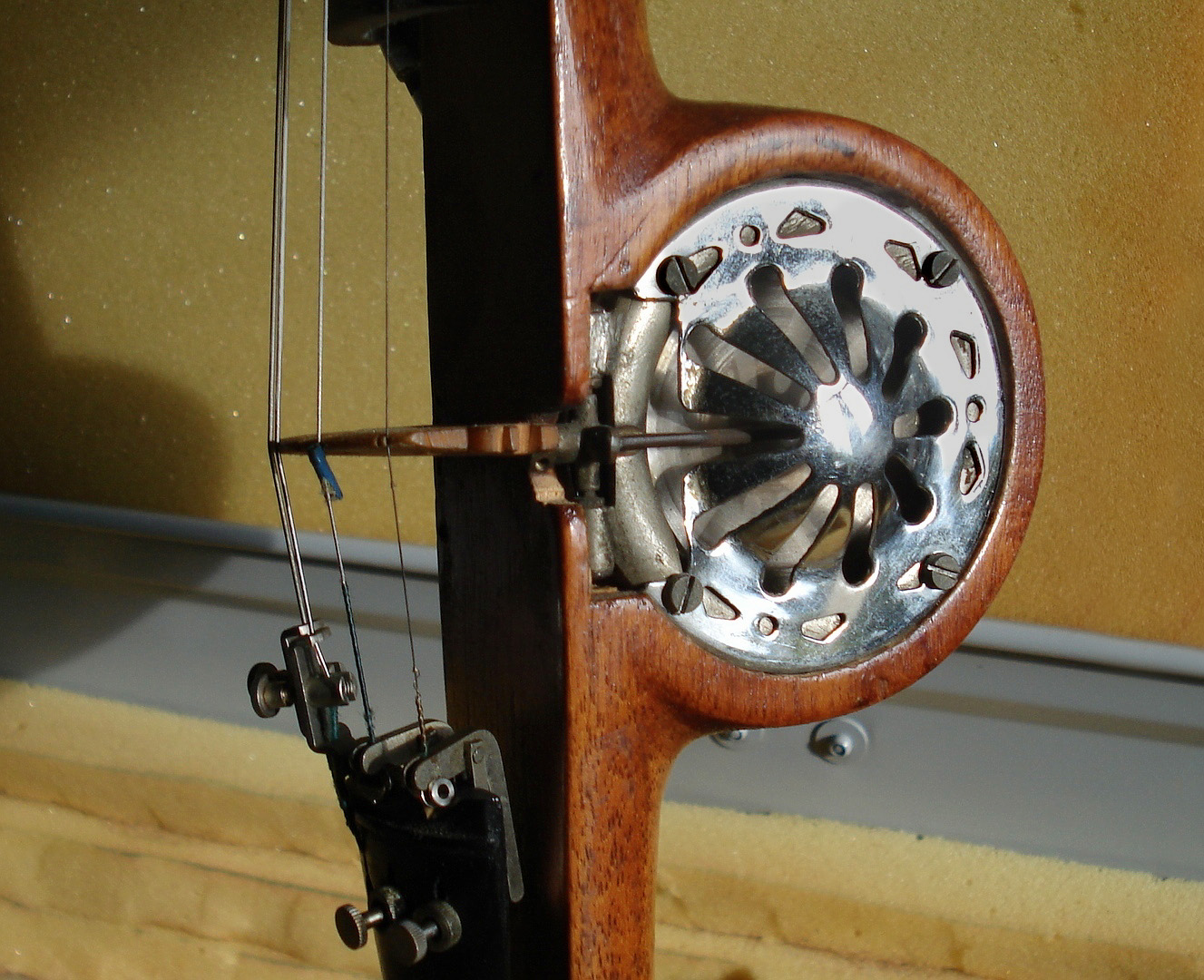
Le diaphragme d'un vieux gramophone sert de récepteur pour les vibrations qui sont transformées en vagues sonores dans le pavillon.

C'est un violon dont la caisse de résonance en bois est remplacée par une caisse ronde contenant une membrane de phonographe reliée à un pavillon de clairon, selon le principe du gramophone.
La membrane amplifie les vibrations et les transmet à l'entonnoir, produisant un son très nasal, censé être entendu de plus loin, mais surtout directionnel.

## Jeu
Le violon à pavillon est utilisé par des paysans amateurs, mais aussi dans les ensembles populaires (taraf) pour les fêtes, souvent accompagné par une dobă et par un jeu rythmique au violon. Dans les années 1920-1930, il était également prisé par les orchestres de jazz aux États-Unis et en Europe. Son succès est dû à son utilisation dans les studios d'enregistrement, principalement de jazz, où le son du violon traditionnel était difficile à capter par les microphones de l'époque, alors que le violon à pavillon avait un son plus fort et plus directionnel. Son usage s'est fortement raréfié avec le perfectionnement des microphones.

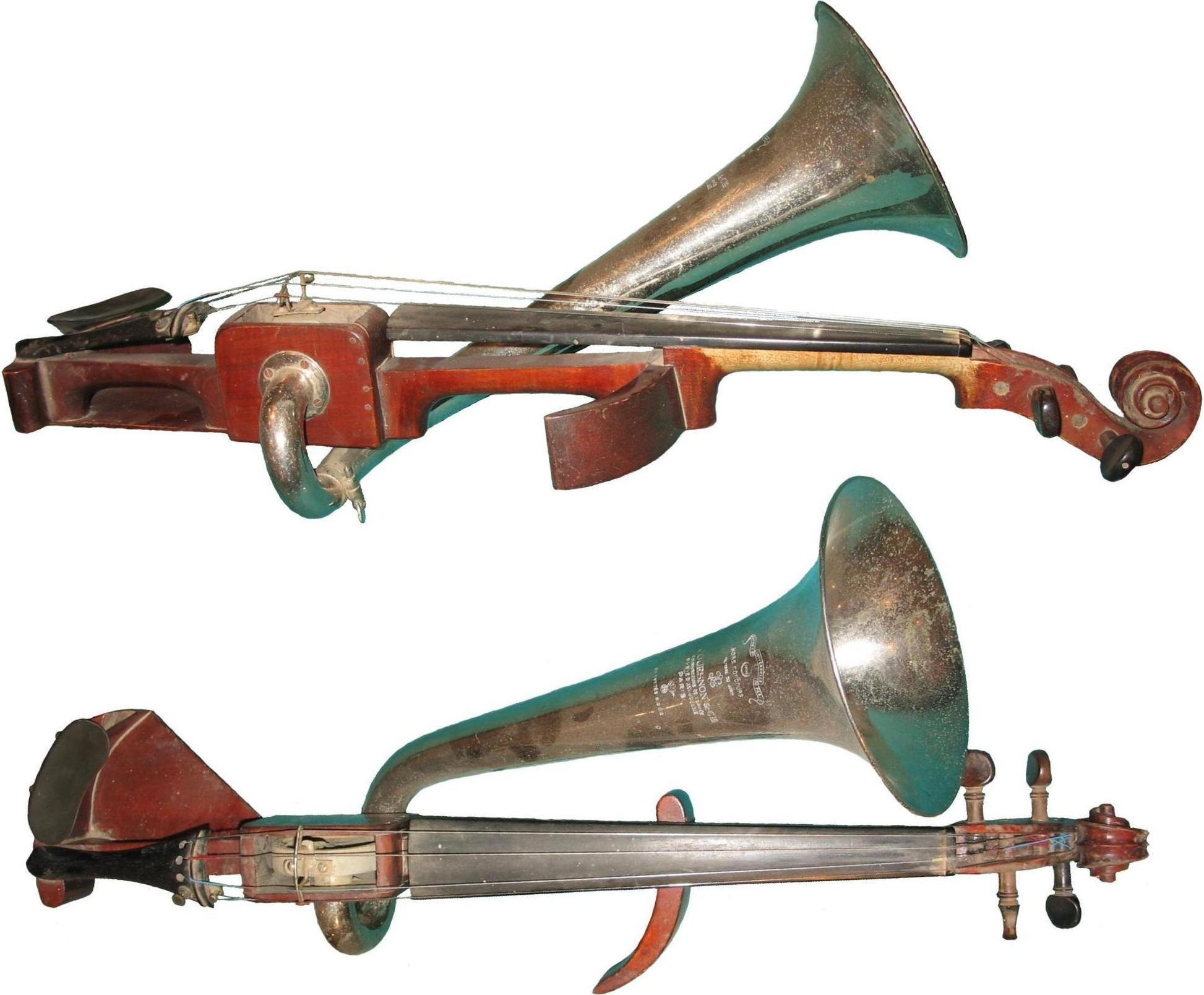
Violon de jazz a pavillon.
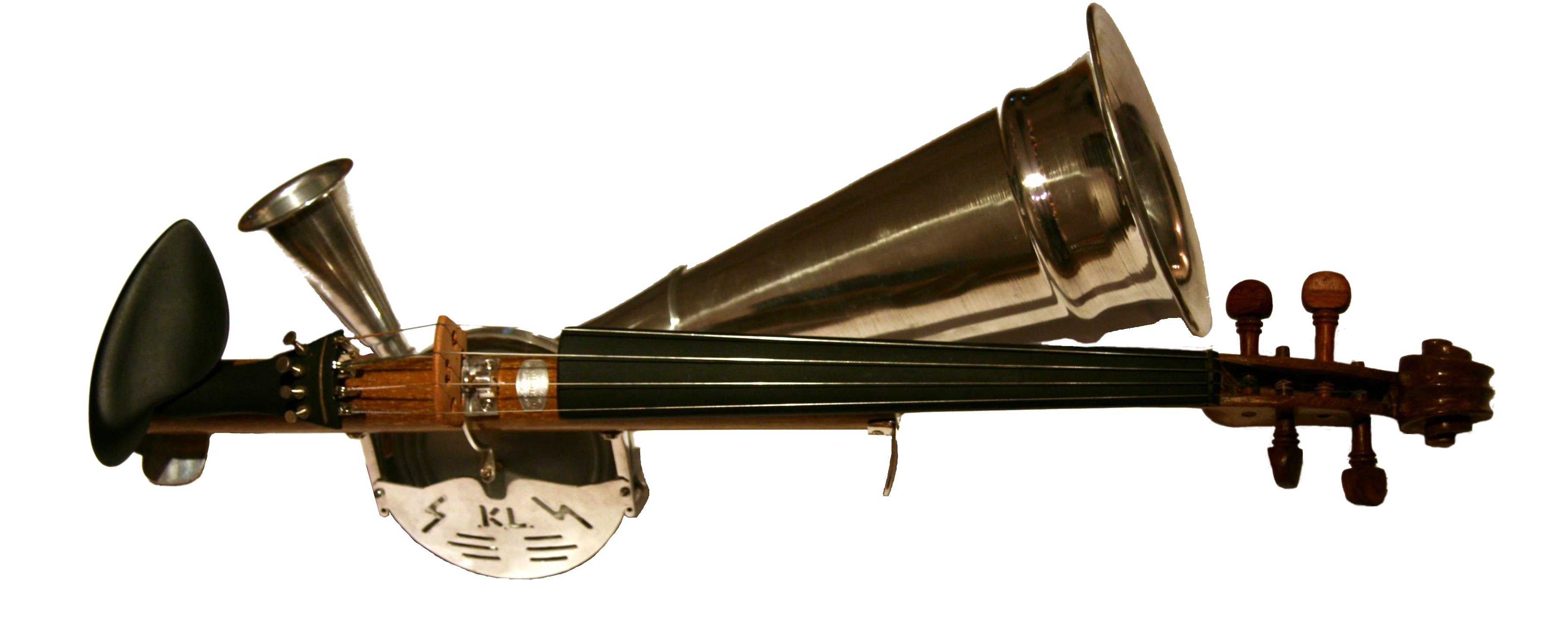
Violon Stroh.
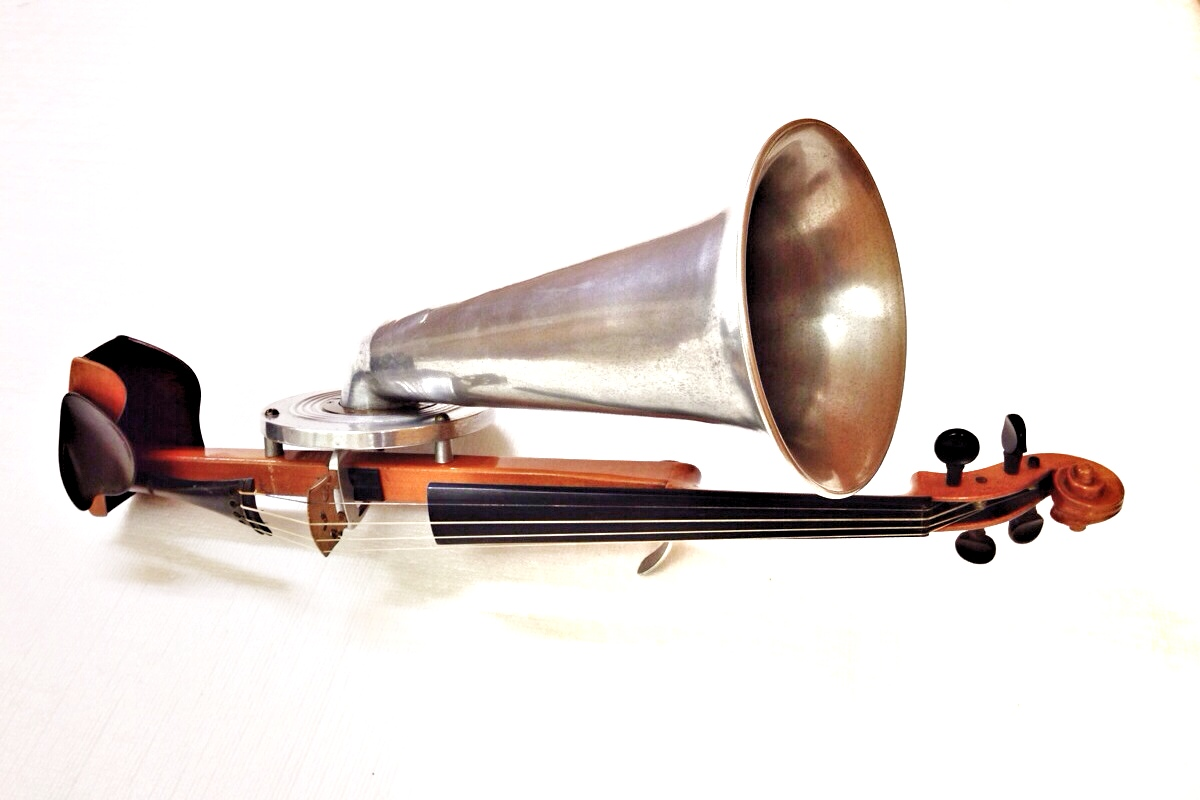
Violon de botzina, musée de la musique de Barcelone.
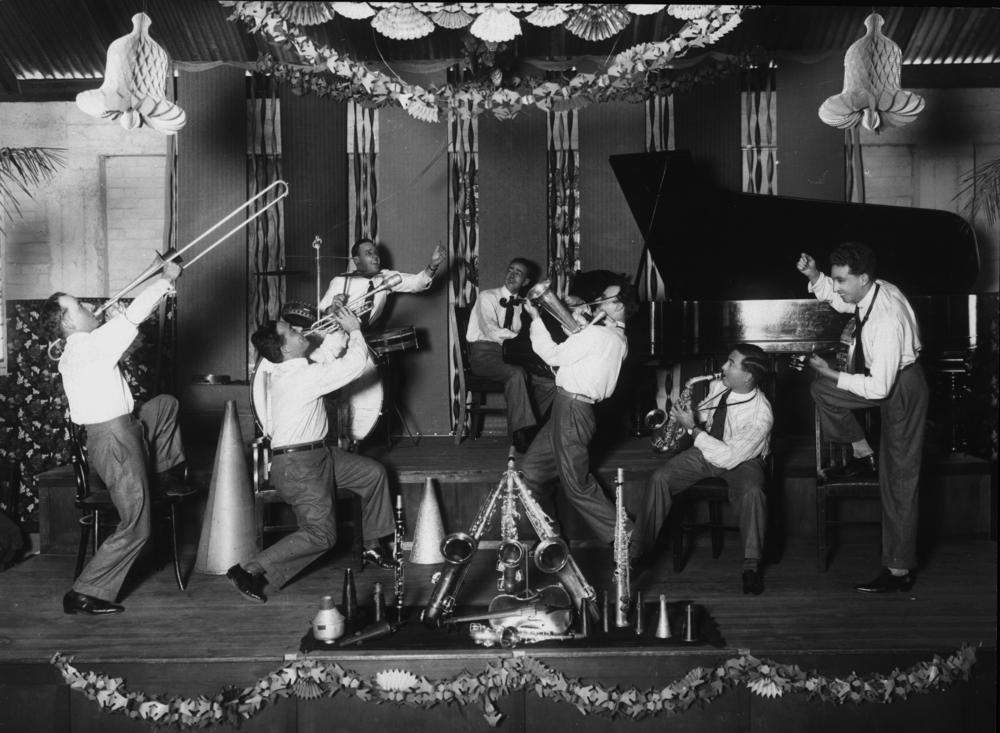
L'orchestre de jazz Crystal Palace Orchestra jouant à Brisbane vers 1929. Le violoniste à pavillon est au centre.